# 229864 Sichouzhilu
229864 Sichouzhilu este o planetă minoră (asteroid), cu un diametru de 5,713 km, din centura de asteroizi. A fost descoperită pe 14 octombrie 2009 la Xuyi County⁠(d) de Observatorul de pe Muntele Purpuriu⁠(d). 
Obiectul prezintă o orbită caracterizată de o semiaxă mare de 3,1062659883209 UAi, o excentricitate de 0,19, o înclinație de 24 ° în raport cu ecliptica.